# LR-2

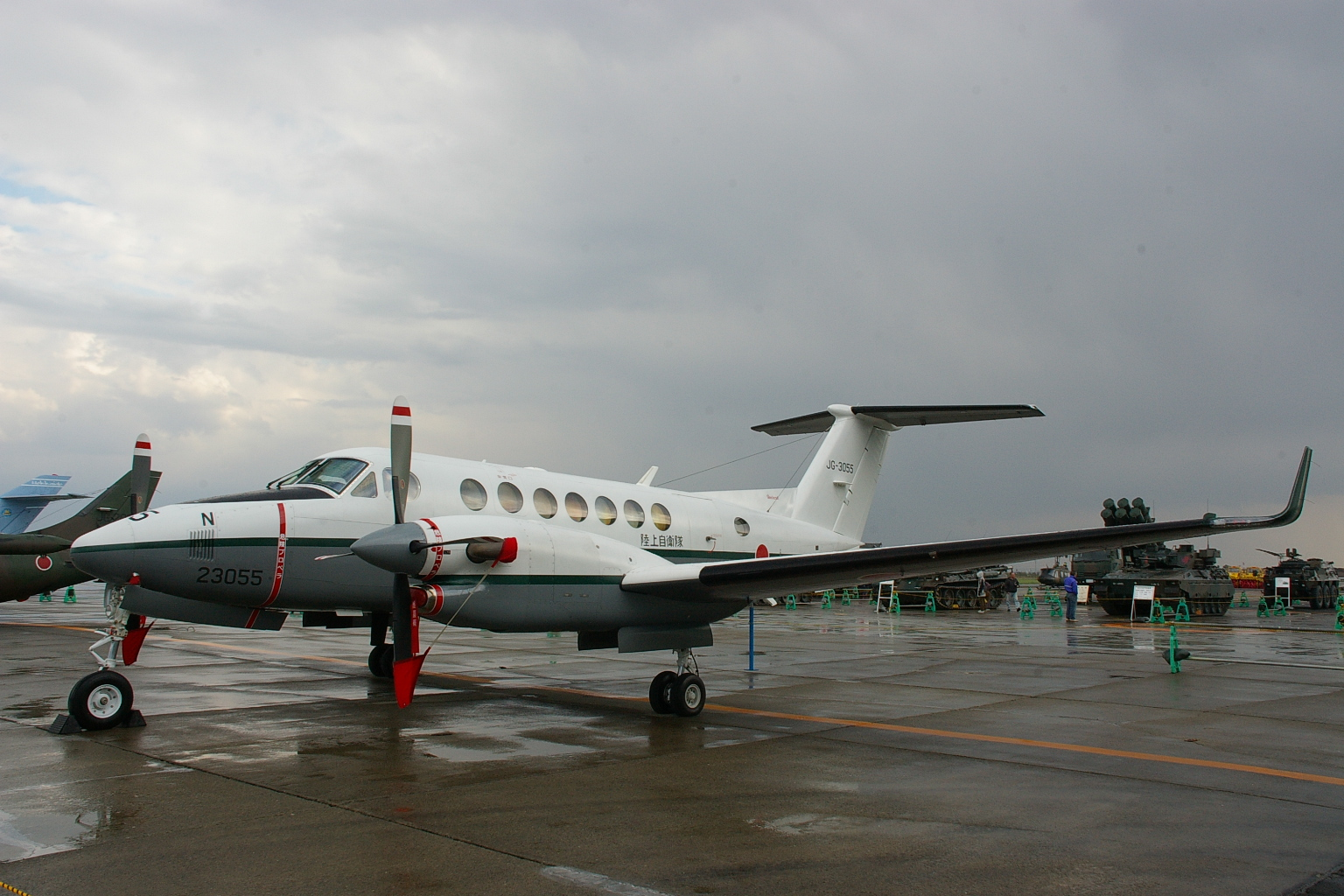
LR-2（北部方面航空隊）

LR-2は、ビーチクラフト社（現ホーカー・ビーチクラフト社）製のターボプロップビジネス機であるスーパーキングエア350を改造した陸上自衛隊の連絡偵察機。
LR-1に変わって1999年から2016年にかけて順次入れ替えが行われ、2024年3月末時点の保有機数は8機。2017年5月に1機が事故で損耗した（後述）。
公式の愛称は「ハヤブサ」コールサイン「ロメオ」。

## 概要

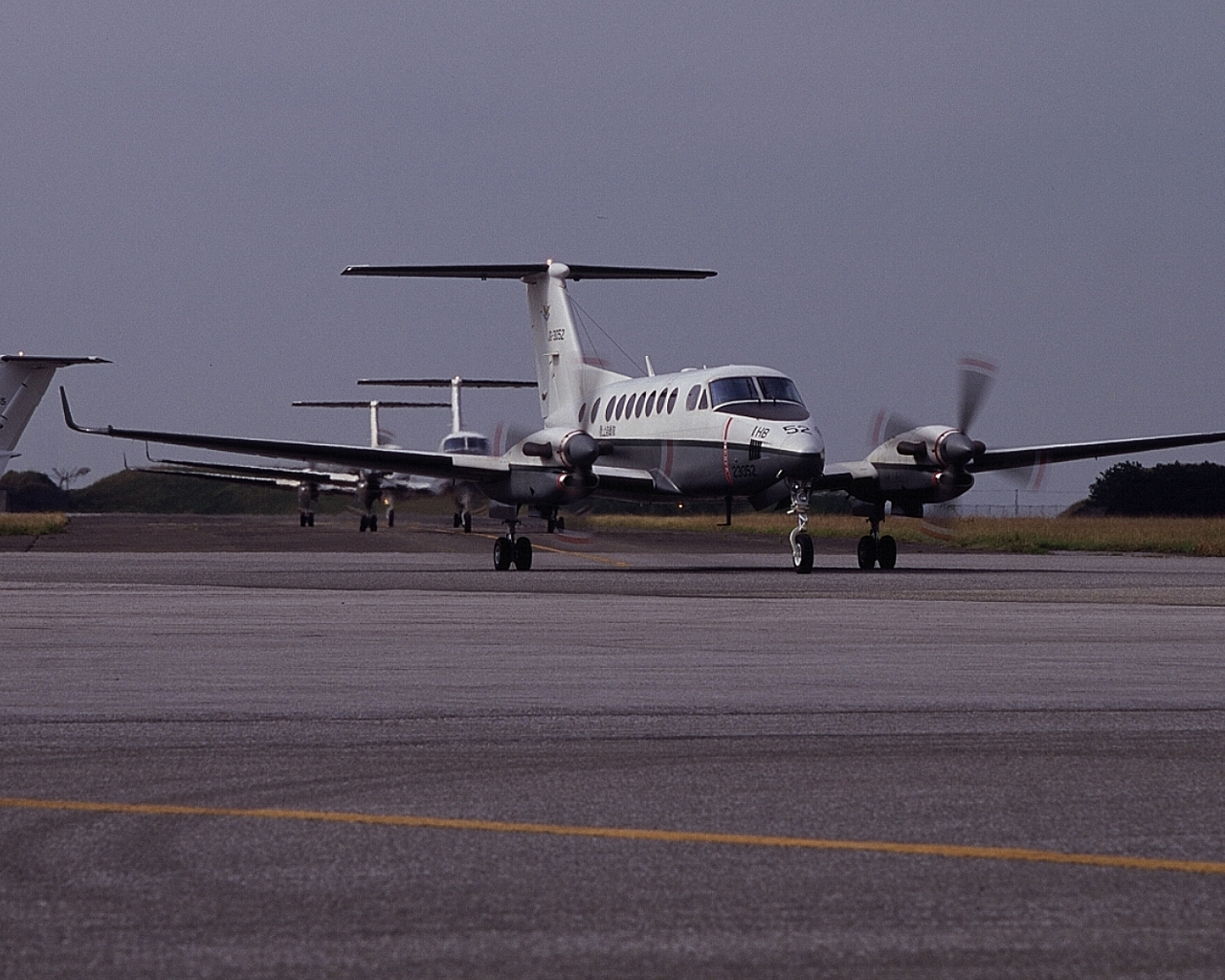
黒く塗装されたLR-2のボンネット

機体はベース機のベントラルフィンが大型化したのみで、航空機としての性能はほぼ同等である。LR-1と同じくカメラなどの偵察機材を搭載しており偵察機としての運用が可能である。LR-1で採用された与圧を廃したガンシップ型は大幅な改造が必要なため設定されなかったが、機体が大型化したことで患者空輸用のストレッチャーを搭載するほか、自動体外式除細動器や生体情報モニタを積む余裕もあるなど緊急患者輸送能力が向上した。ただしエアステア式であるため、患者をストレッチャーごと乗降させるにはリフターが必要となる。
ベストセラー機をベースにしているため部品の入手性も改善された（LR-1は1987年に生産中止となっていた）。
塗装はLR-1のような迷彩塗装ではなく特別輸送ヘリコプターと同じ白灰に青のラインという塗装が採用された。

## 運用
1999年1月22日に初号機が納入。試験や操縦教育が1年間実施され2000年から配備がスタートした。
通常運用時の離陸滑走距離は700mであるが、陸上自衛隊はヘリコプターの運用を前提としているため長さが足りない飛行場もあり、明野飛行場（滑走路長500m）を利用する場合は燃料を限界まで減らして滑走距離を詰め、より長い滑走路を持つ飛行場や空港での燃料補給（テクニカルランディング）が必要であるなど運用上の制約がある。
陸上自衛隊では2017年時点で最も高速かつ航続距離が長い航空機であり、全天候能力も有する。このため緊急患者輸送の任務が多く、連絡と偵察の兼任機として配備されているが、実質的には多用途機である。
2006年に本州におけるLR-2の集中運用を目的に、第1ヘリコプター団本部管理中隊および東北・東部・中部方面航空隊本部付隊のLR-2を集約し、第1ヘリコプター団傘下に連絡偵察飛行隊が編成された。
陸上自衛隊では固定翼の練習機を配備していないため、パイロット候補は海上自衛隊の小月教育航空群小月教育航空隊、第201教育航空隊（小月航空基地）に派遣され教育を受ける。

## 災害派遣
例としては2015年4月23日の那覇～福岡、同4月26日の石垣島～那覇、同4月30日の函館～札幌、同6月5日の釧路～札幌などの出動実績がある。

## 事故
2017年5月15日に急患搬送のため出動した北部方面航空隊の所属機（乗員4名）が、函館空港西方約30kmを飛行中に消息を絶った。
現場は厚沢部町・鶉ダム周辺の山中で、視界不良のため計器飛行方式で飛行しつつ着陸準備をしていたとみられている。当時は厚沢部町に雷・濃霧注意報、函館市と北斗市に強風注意報が発令されるなど、大気が不安定な状態であった。
5月16日朝になって北斗市の袴腰山山頂から東に3kmの山中で機体が発見されたが、乗員4名はいずれも死亡が確認された。

## 諸元・性能
- 全幅：17.65m
- 全高： 4.37m
- 全長：14.22m
- 重量： 4.1t
- 最高速度：580km/h
- 巡航速度 : 440km/h
- 航続距離：2,800km
- 実用上昇限度：10,700m
- 最大離陸重量： 6,780kg
- エンジン：PWC PT6A-60A×2[9]
- 乗員：2名
  - 乗員以外に8名の搭乗が可能

## 配備部隊
北部方面隊
- 北部方面航空隊（丘珠飛行場）
  - 北部方面航空隊本部付隊[10]

陸上総隊
- 第1ヘリコプター団（木更津駐屯地）
  - 連絡偵察飛行隊

 西部方面隊
- 西部方面航空隊（高遊原分屯地）
  - 西部方面航空隊本部付隊

 第15旅団
- 第15ヘリコプター隊（那覇飛行場）
  - 第15ヘリコプター隊本部付隊[11]

## 脚註
1. ↑  “最後の連絡偵察機が廃止に＝千葉”.   時事通信 (2016年3月1日). 2016年3月1日閲覧。
2. ↑  “令和6年度防衛白書 P.52 資料6 主要航空機の保有数・性能諸元”.   防衛省. 2024年7月16日閲覧。
3. 1 2  第25回防衛セミナー議事録
4. ↑  防衛省・自衛隊 急患輸送実績について （２７年４月２２日（水）～２７年５月１２日（火））
5. ↑  防衛省・自衛隊 急患輸送実績について （２７年６月３日（水）～２７年６月９日（火）））
6. ↑  “陸自機が連絡途絶える　函館空港西方　４人搭乗、急患輸送で出動中”.  産経新聞. 2017年5月16日閲覧。
7. ↑  “不明の自衛隊機か、機体発見　北海道北斗市の山中、１８００人態勢で捜索”.  産経新聞. 2017年5月16日閲覧。
8. ↑  “【陸自機墜落】乗員４人の死亡を確認　防衛省”.  産経新聞. 2017年5月16日閲覧。
9. ↑  ＭＨＩエアロエンジンサービス | 取扱製品 | 下請機種 | PT6A
10. ↑  航空隊本部付隊
11. ↑  第15ヘリコプター隊 航空機